# Абадія (Касерес)
Абадія (ісп. Abadía) — муніципалітет в Іспанії, у складі автономної спільноти Естремадура, у провінції Касерес. Населення — 326 осіб (2010).

## Географія
Муніципалітет розташований на відстані близько 190 км на захід від Мадрида, 95 км на північ від Касереса.

## Демографія
Динаміка населення (INE ):